# Pré-en-Pail
Pour les articles homonymes, voir Pré (homonymie).
Pré-en-Pail est une ancienne commune française, située dans le département de la Mayenne en région Pays de la Loire, devenue, le 1er janvier 2016, une commune déléguée de la commune nouvelle de Pré-en-Pail-Saint-Samson.
Elle est peuplée de 1 882 habitants (les Préziens).
La commune fait partie de la province historique du Maine, et se situe plus précisément dans le Bas-Maine, dans le pays du Passais.

## Géographie
La commune se situe au pied de la forêt de Multonne, et du mont des Avaloirs, point culminant du Massif armoricain, dans le parc naturel régional Normandie-Maine. Bien que située dans le Maine, elle est limitrophe de la Normandie, et ne se trouve qu'à une vingtaine de kilomètres d'Alençon.
Couvrant 4 473 hectares (44,73 km2), son territoire était le plus étendu de son canton.
| Saint-Calais-du-Désert, Saint-Aignan-de-Couptrain | Saint-Samson | Lalacelle (Orne)             |
| Saint-Cyr-en-Pail                                 | Pré-en-Pail  | Champfrémont, Boulay-les-Ifs |
| Villepail, Crennes-sur-Fraubée                    | Gesvres      | Saint-Pierre-des-Nids        |

## Toponymie
Le nom de la localité est mentionné sous la forme latinisée de Pratis en 1218.
Il s'agit d'une formation toponymique médiévale en Pré- au sens de « petite étendue de terre produisant de l'herbe ». Le déterminant complémentaire en-Pail n'a été ajouté qu'après 1218, en référence à la forêt de Pail (voir ce nom).

## Histoire

### Antiquité
Avant la conquête de la Gaule par Jules César, le territoire de Pré-en-Pail était occupé par la tribu gauloise des Aulerques Diablintes.
Peu de temps après, vers le Ier siècle, le christianisme fut apporté par saint Julien,  compagnon de Saint-Pothin.

### Moyen âge

#### Haut Moyen Âge
Après la chute de l'Empire Romain, les habitants de la région conservèrent leur indépendance jusqu'à la fin du Ve siècle, date à laquelle ils tombèrent sous la domination de Clovis.

#### Période du duché de Normandie et de l'Empire Plantagenêt (911-1204)
Au XIIe siècle, l'abbaye Saint-Pierre de la Couture du Mans fonde un prieuré .

#### Incorporation au domaine royal français
Lors de la guerre de Cent Ans, les habitants de la région ont subi le ravage des Anglais.
La commune de Pré-en-Pail n'a pas été le lieu de lutte entre Catholiques et Protestants
À la fin du XIe siècle le château de Pré-en-Pail est érigé, aujourd'hui détruit. Ce château fut habité longtemps par les marquis de Tragin, barons de Cohardon, seigneurs de Pré-en-Pail, Boullay, Couptrain et autres lieux.
Après la réunion de la Touraine à la France en 1483, la seigneurie de Pré-en-Pail fit partie de la généralité de Tours de l'élection du Mans et du duché de Mayenne jusqu'en 1789.

### Temps modernes
Le château fut restauré à la fin du règne de Louis XV. Le dernier seigneur de Pré-en-Pail, Emmanuel Alexis de Tragin, ayant émigré au commencement de la Révolution française, ses biens furent considérés comme biens nationaux et vendus à partir du 5 vendémiaire.
L'année suivante, le 28 nivôse an VI, une fête civique fut célébrée en mémoire de la paix et de la chute du dernier roi des Français. Les fonctionnaires étaient contraints d'assister à cette cérémonie et ils durent prêter serment de haine à la Royauté et de fidélité et d'obéissance aux lois de la République et à la Constitution de l'an III.
Le 15 ventôse an VI, fut célébrée une autre fête, celle de la souveraineté du peuple.
Ce fut aussi à cette époque que des bandes dirigées par des habitants de la commune parcoururent Pré-en-Pail et ses environs et y jetèrent la terreur. La police fut longtemps impuissante pour freiner leurs ravages.

### Époque contemporaine
En 1867, Edmond Martin, prêtre vicaire à Pré-en-Pail, fit construire une église au sud de la commune et jeta les fondations d'un bourg qui est devenu Saint-Julien-des-Églantiers. Un arrêté de Casimir Wicart, évêque de Laval, datant de 1860, avait déjà fixé la délimitation des deux paroisses.
Lors de la guerre franco-allemande de 1870-1871, les armées allemandes n'occupèrent pas la commune. Quelques cavaliers prussiens firent simplement une reconnaissance dans le bourg, puis se retirèrent vers Saint-Pierre-des-Nids.
Au 1er janvier 2016, la commune a fusionné avec la commune voisine de Saint-Samson, pour former la commune nouvelle de Pré-en-Pail-Saint-Samson, fusion entérinée par un arrêté préfectoral du 4 décembre 2015.

## Héraldique
| Armes de Pré-en-Pail | Les armes de la commune se blasonnent ainsi : Parti : au 1er mi-parti d'or au sautoir d'azur, au 2e d'argent à trois fasces d'azur. |

## Politique et administration

### Administration municipale
Le conseil municipal est composé de dix-neuf membres dont le maire et cinq adjoints.

## Démographie
En 2022, la commune de Pré-en-Pail comptait 1882 habitants. À partir du XXIe siècle, les recensements réels des communes de moins de 10 000 habitants ont lieu tous les cinq ans. Les autres chiffres sont des estimations. Pré-en-Pail a compté jusqu'à 3 736 habitants en 1851.
| 1793  | 1800  | 1806  | 1821  | 1831  | 1836  | 1841  | 1846  | 1851  |
| ----- | ----- | ----- | ----- | ----- | ----- | ----- | ----- | ----- |
| 2 246 | 2 336 | 2 669 | 3 206 | 3 344 | 3 458 | 3 495 | 3 382 | 3 736 |

| 1856  | 1861  | 1866  | 1872  | 1876  | 1881  | 1886  | 1891  | 1896  |
| ----- | ----- | ----- | ----- | ----- | ----- | ----- | ----- | ----- |
| 3 435 | 3 300 | 3 309 | 3 134 | 3 262 | 3 255 | 3 235 | 3 107 | 3 044 |

| 1901  | 1906  | 1911  | 1921  | 1926  | 1931  | 1936  | 1946  | 1954  |
| ----- | ----- | ----- | ----- | ----- | ----- | ----- | ----- | ----- |
| 2 865 | 2 746 | 2 686 | 2 413 | 2 531 | 2 369 | 2 398 | 2 297 | 2 138 |

| 1962  | 1968  | 1975  | 1982  | 1990  | 1999  | 2004  | 2009  | 2014  |
| ----- | ----- | ----- | ----- | ----- | ----- | ----- | ----- | ----- |
| 2 150 | 2 315 | 2 445 | 2 560 | 2 422 | 2 138 | 2 128 | 2 042 | 1 897 |

| 2018  | - | - | - | - | - | - | - | - |
| ----- | - | - | - | - | - | - | - | - |
| 1 888 | - | - | - | - | - | - | - | - |

## Lieux et monuments
- Pré-en-Pail abrite une partie du site Natura 2000 de la forêt de Multonne, ainsi qu'une partie du site du « bocage de la forêt de la Monnaie à Javron-les-Chapelles »[19].

### Le mont des Avaloirs
Culminant à 416,23 m, c’est le point le plus élevé du massif armoricain et du Grand Ouest. Un belvédère de 17 mètres de hauteur le couronne.
En bas, le site est équipé d’une table de lecture du paysage. De nombreuses promenades sont possibles depuis ce lieu, notamment vers la Pierre au Loup, la source de la Mayenne. 

### La corniche de Pail
La corniche s’étend entre Pré-en-Pail et sa forêt (forêt de Pail). On la parcourt le long de la D 20 en direction de Villaines-la-Juhel. Elle est classée zone naturelle d'intérêt écologique, faunistique et floristique. Elle culmine à plus de 350 mètres et est notamment couverte de bruyère. Depuis la corniche, le regard embrasse un vaste panorama. Non loin de Villepail, on trouve une tourbière, dernier témoin de la période glaciaire, dans une ancienne carrière de grès. La température au sol y est négative environ 300 jours. Seules y poussent des espèces végétales adaptées à ces conditions extrêmes et notamment des plantes carnivores.

### Monuments
- L'église Sainte-Thérèse
- Église Notre-Dame du XIe siècle, restaurée au XIXe siècle.
- Église Saint-Julien de Saint-Julien-des-Églantiers : les personnages des vitraux proviennent de photos de soldats de Saint-Julien-des-Églantiers morts au combat lors de la Première Guerre Mondiale[20].
- Chapelle des Églantiers (XVe siècle).
- Château restauré à la fin du règne de Louis XV.
- Grotte de Lourdes, route de Saint-Pierre-des-Nids.

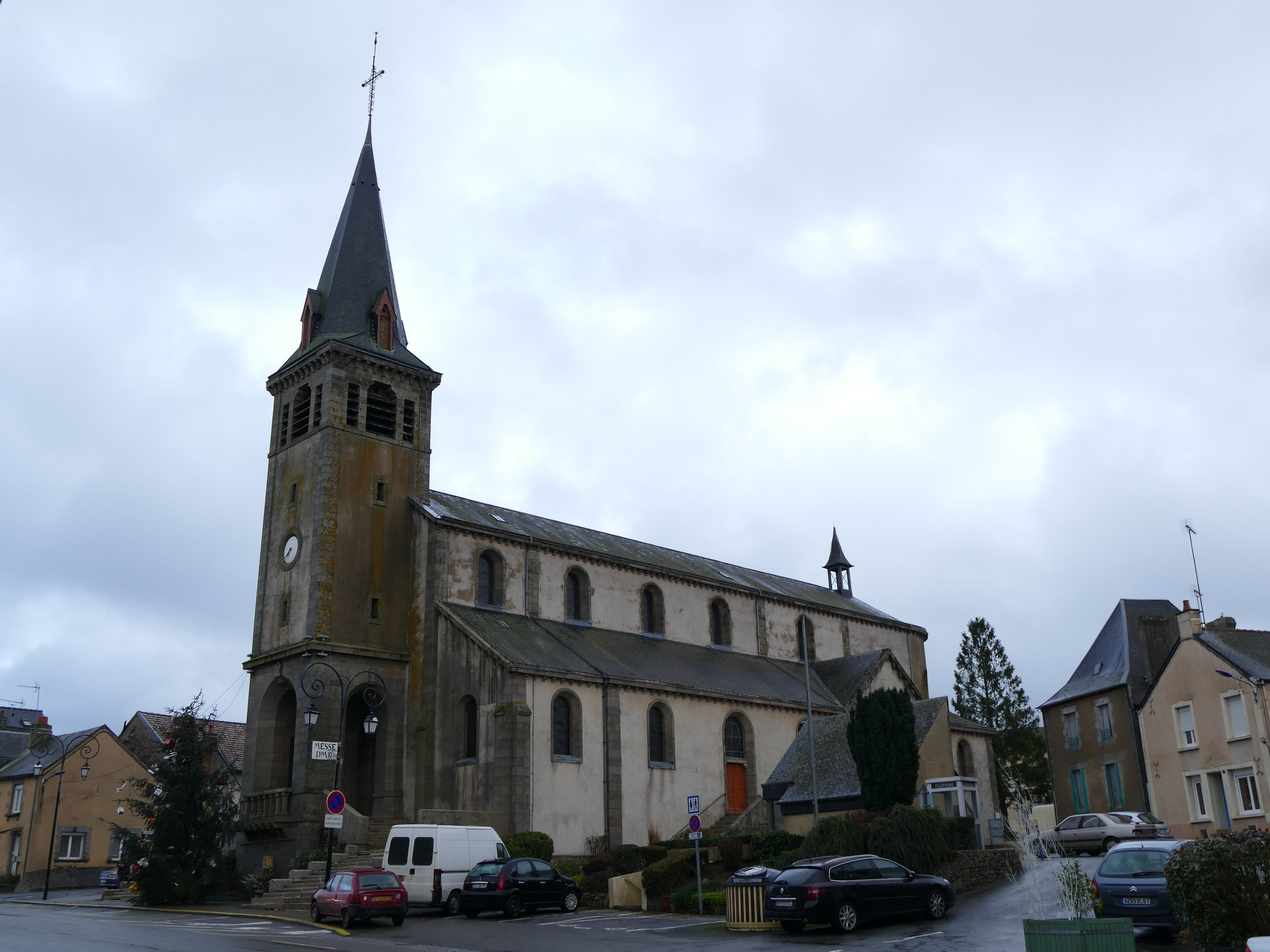
L'église Sainte-Thérèse.
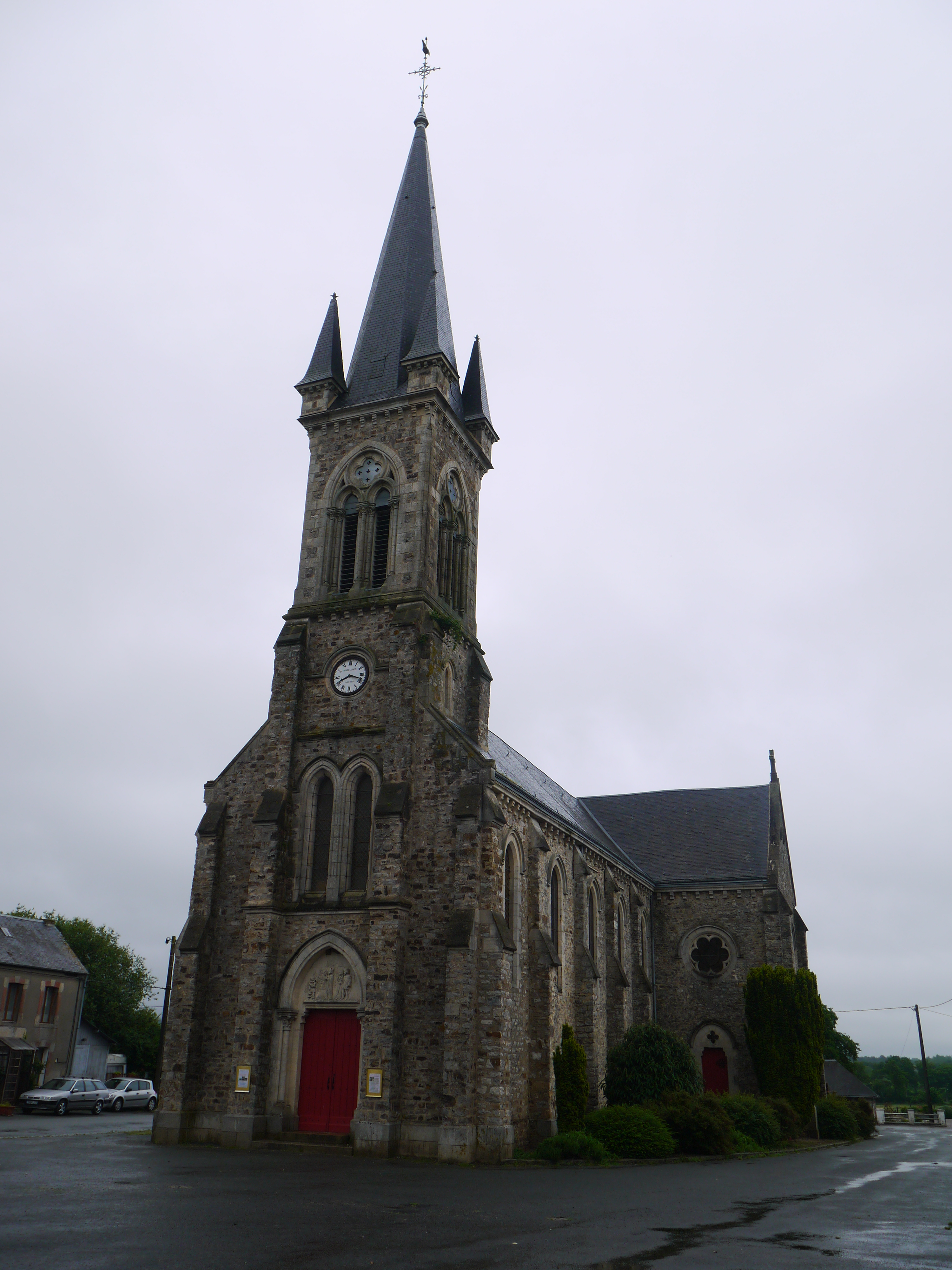
L'église Saint-Julien de Saint-Julien-des-Églantiers.
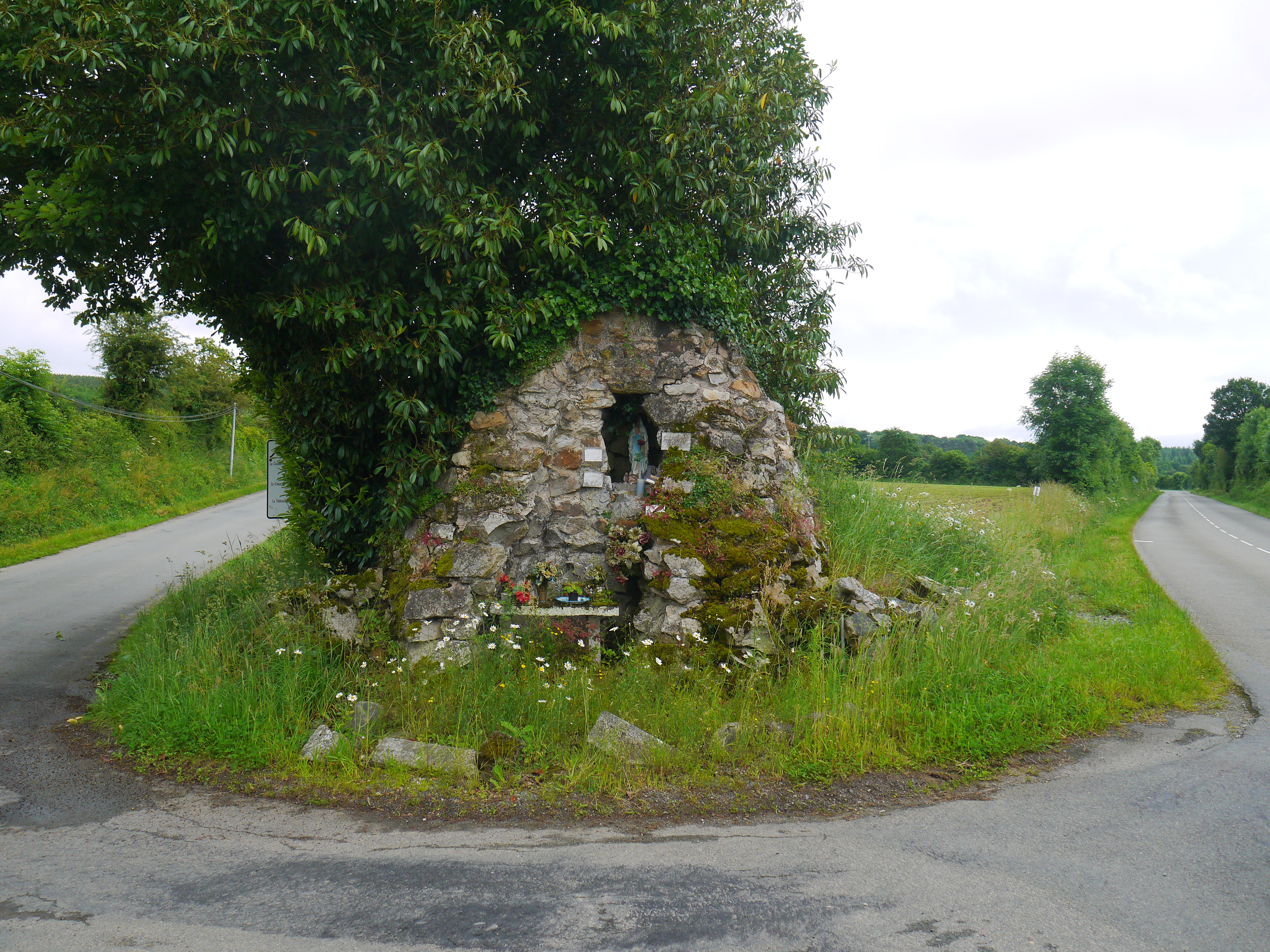
La grotte de Lourdes.

## Activité, label et manifestations

### Sports
L'Union sportive de Pré-en-Pail fait évoluer deux équipes de football en divisions de district.

### Label
La commune est une ville fleurie (deux fleurs) au concours des villes et villages fleuris

## Pré-en-Pail dans la littérature
Pré-en-Pail est citée (orthographiée « Pré-en-Paille ») dans le poème d’Aragon, Le Conscrit des cent villages, écrit comme acte de Résistance intellectuelle de manière clandestine au printemps 1943, pendant la Seconde Guerre mondiale.

## Personnalités liées à la commune
- Guillaume de Prez, seigneur de Pré-en-Pail, et sa  femme illégitime, Thiphaine Arnoul, XIVe siècle.
- Jeanne et Isidore Guérin, parents de Zélie Martin, mariés en cette commune[réf. nécessaire].
- Alphonse-Victor Angot (1844-1917), historien, vicaire de la paroisse de Pré-en-Pail en 1869.
- Lucien Chaulin-Servinière (1848 à Pré-en-Pail - 1898), homme politique, député.
- Charles Fernand Simoneau (1883-1968), anarchiste individualiste né à Pré-en-Pail[24]
- Bernard Vaugon (1910 à Pré-en-Pail - 2012), préfet.